# 泰尔奈 (卢瓦-谢尔省)
泰尔奈（法語：Ternay，法語發音：[tɛʁnɛ]）是法国卢瓦-谢尔省的一个市镇，属于旺多姆区。

## 地理
泰尔奈（47°43'48"N, 0°46'45"E）面积14.38 平方千米，位于法国中央-卢瓦尔河谷大区卢瓦-谢尔省，该省份为法国中北部省份，北起厄尔-卢瓦省，东北接卢瓦雷省，东南接谢尔省，南至安德尔省，西南接安德尔-卢瓦尔省，西北接萨尔特省。
与泰尔奈接壤的市镇（或旧市镇、城区）包括：阿尔坦、莱艾、蒙特鲁沃、圣雅克德盖雷、圣马丹德布瓦。

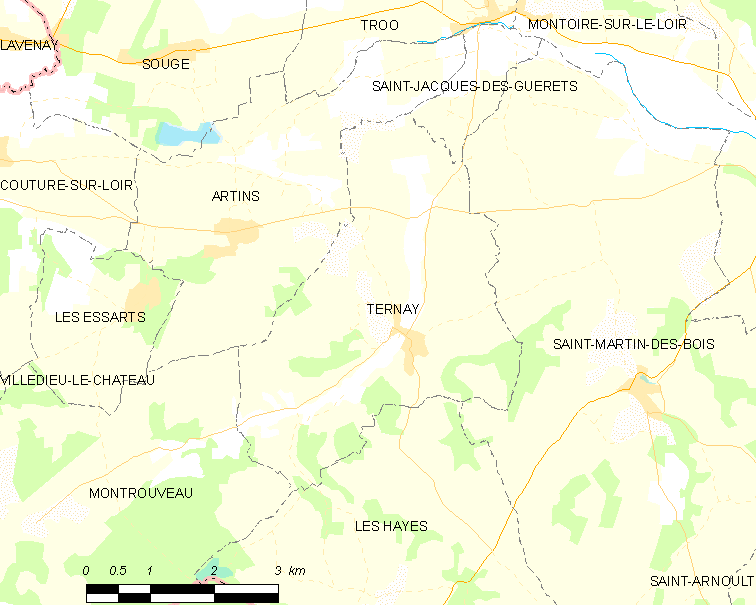
的OSM定位图

泰尔奈的时区为UTC+01:00、UTC+02:00（夏令时）。

## 行政
泰尔奈的邮政编码为41800，INSEE市镇编码为41255。

## 政治
泰尔奈所属的省级选区为卢瓦河畔蒙图瓦尔县。

## 人口

1962-2008年间人口变化图示

泰尔奈于2022年1月1日时的人口数量为330人。